# Ortberg (Goldberggruppe)
Der Ortberg ist ein 2400 m ü. A. hoher Berg in der Goldberggruppe der Zentralalpen im österreichischen Bundesland Salzburg.

## Lage und Umgebung
Der Gipfel des Ortbergs erhebt sich an der Grenze zwischen den Gemeinden Bad Hofgastein im Norden und Bad Gastein im Süden. Der Bad Gasteiner Teil des Bergs gehört zum Landschaftsschutzgebiet Gasteiner-Tal. Zu den Bergen in der Umgebung zählen der 2462 m ü. A. hohe Zitterauer Tisch im Nordosten jenseits des 2273 m ü. A. hohen Ortbergschartls und der 2510 m ü. A. hohe Kleine Silberpfennig im Westen jenseits der 2237 m ü. A. hohen Miesbichlscharte. Südwestlich des Ortbergs erstreckt sich der Untere Bockhartsee, nordwestlich der Erzwiessee. Die Ortalm an den südlichen Hängen ist Teil der Ortschaft Bad Gastein.
An den westlichen Hängen verlaufen die Weitwanderwege Rupertiweg und Salzburger Almenweg. Hier zweigen die Wanderwege Otto-Reichert-Weg zum Zitterauer Tisch und Zimburgweg zum Oberen Bockhartsee ab.

## Geologie
In geologischer Hinsicht ist der Ortberg von Granitgneis und Orthogneis des Tauernfensters (Penninikum) geprägt. An den nördlichen Hängen findet sich zum Teil glaziales (Moränen) und periglaziales klastisches Sediment.

## Fauna und Flora
Die Gamswild-Ruhezone an den südwestlichen Hängen darf von 1. Dezember bis 31. Mai nicht betreten werden. An den unteren nordwestlichen Hängen gibt es einen Bestand der Rostblättrigen Alpenrose (Rhododendron ferrugineum) und an den unteren südöstlichen Hängen erstrecken sich Lärchen-Zirben-Wälder.